# Olga Pučkova
Olga Aleksejevna Pučkova [ólga alekséjevna pučkóva] (rusko О́льга Алексе́евна Пучко́ва), ruska tenisačica, * 27. september 1987, Moskva, Rusija.